# Promyrmekiaphila
Promyrmekiaphila es un género de arañas migalomorfas de la familia Cyrtaucheniidae. Se encuentra en California en los Estados Unidos.

## Lista de especies
Según The World Spider Catalog 11.5:
- Promyrmekiaphila clathrata (Simon, 1891)
- Promyrmekiaphila winnemem Stockman & Bond, 2008